# 神はサイコロを振らない (漫画)
『神はサイコロを振らない』（かみはサイコロをふらない）は、竹内元紀による日本のギャグ漫画作品。『月刊少年エース』（角川書店）にて2009年5月号より2010年5月号まで連載された。単行本は全2巻。

## 概要
『月刊少年エース』に竹内元紀の漫画が掲載されるのは『シスター・ルカは祈らないで!!』の最終回よりおよそ半年ぶり、かつ『月刊少年エース』において4作目の漫画作品となる。今までの作者の作品のルーツが一新されたが、特有の下ネタは健在である。

## ストーリー
この世界には、6つ集めると願いが叶うというサイコロ「キャラメル・ダイス（以下、C・D）」が存在する。新任教師・紫明奏羽は、学者だった父親の「可愛い娘を小さいままにしてほしい」というC・Dの願いのせいで、大人となった今も幼児体型。そのことを知り、C・Dを集め、本来の姿へと戻るべくC・Dを集めることに。

## 登場人物
紫明奏羽（しめい かなう）
主人公。23歳の独身。父親の願いにより、成人した今でも幼児体型。C・Dを使い元の体を取り戻そうとする。高校の国語教師で、丸川先生が産休を取ったため四条のクラスに赴任している。
四条望（しじょう のぞむ）
準主人公。奏羽のクラスの生徒で、学級委員。眼鏡をかけている。第一話のあるコマを境にずっと女性ものの下着を頭にかぶり、エプロンをつけている。モザイク消し機が欲しいらしい。「ラビット団」の名付け親。
ミカゲ
奏羽の父親が超古代デアゴ○ティーニの「週刊サポートロボをつくろう」というものから作ったロボット。若い女性の容姿。奏羽が未来で困った時にと、彼女の父親が残した。アンテナがあり、それでC・Dのありかを捜し当てられるほか、様々なものを感知できる。
今出川祈理（いまでがわ いのり） / ラビット団のリーダー
奏羽の同僚。実はC・Dを集めることを悲願としている、泥棒一族の末裔。目的はさっさとC・Dを集めて自分につきまとう牛若兄弟と縁を切ること。ある一件から望に惚れ、ウサミミをつける。
牛若兄弟（うしわかきょうだい）
今出川のサポートを行っている老人の兄弟。学校ではそれぞれ校長・教頭として潜伏。
兄・牛若一漏（うしわか いちろう）
表の肩書は奏羽達の学校の校長。モヒカンが特徴の老人。変態。
弟・牛若二漏（うしわか じろう）
表の肩書は奏羽達の学校の教頭。モヒカンが2つの老人。彼もまた変態。
奏羽の父親
故人。考古学者であり、C・Dを発掘した張本人。自分の様々な不安から、娘を小さいままにと願った。娘が辟易するほどの変態。
新町雫（しんまち しずく）
表向きは奏羽のクラスの転校生。「〜ッス」が口癖。
カシワ
雫のペットで、しゃべる鳥。
姉小路（あねこうじ）
雫の本業での先輩。

## 用語
キャラメル・ダイス
6つ集めると願いが叶うというサイコロ。うち1つは四条の祖父が所有していた。